# Carlos Ascues
Carlos Antonio Ascues Ávila (Caracas, 6 juni 1992) is een Peruviaans-Venezolaans voetballer die doorgaans speelt als centrale verdediger. In juli 2025 verruilde hij AD Tarma voor Alianza Universidad. Ascues maakte in 2014 zijn debuut in het Peruviaans voetbalelftal.

## Clubcarrière
Ascues werd geboren in de Venezolaanse hoofdstad Caracas, maar hij groeide op in buurland Peru. Daar werd hij opgenomen in de jeugdopleiding van Alianza Lima. Hier werd hij in 2011 doorgeschoven naar het eerste elftal, waarin hij op 15 mei van dat jaar debuteerde tijdens een met 0–2 gewonnen wedstrijd uit bij Sport Huancayo. Ascues verruilde Allianza Lima op 11 augustus 2012 voor Benfica. Dat plaatste hem in het belofteteam. Naarmate het seizoen 2012/13 vorderde, kreeg de Peruviaan steeds minder speeltijd.
Op 21 augustus 2013 mocht hij transfervrij vertrekken naar Panetolikos, waar hij voor twee jaar tekende. In Griekenland speelde Ascues één bekerwedstrijd en nooit in de competitie. Panetolikos verhuurde hem in januari 2014 voor een jaar aan Universidad San Martín de Porres. Bij San Martín speelde Ascues negentien competitiewedstrijden. Hier maakte hij op 7 juni 2014 zijn tweede doelpunt in het betaald voetbal, tegen César Vallejo (eindstand 1–1). Ascues tekende op 2 februari een contract voor twee seizoenen bij Melgar.
Ascues speelde zes wedstrijden voor Melgar in de Primera División en keerde daarna terug naar Europa. Hij tekende in juli 2015 een contract tot medio 2018 bij VfL Wolfsburg, dat circa anderhalf miljoen euro voor hem betaalde aan Melgar. In januari 2017 keerde Ascues na één competitieoptreden voor Wolfsburg op zak terug naar Melgar, dat hem op huurbasis overnam voor een half seizoen.
Medio 2017 verliet de verdediger Wolfsburg definitief, toen hij bij Alianza Lima tekende. Die club verhuurde hem in augustus 2018 voor een halfjaar aan Orlando City. Na dit halve seizoen werd de transfer definitief gemaakt. In januari 2020 keerde hij transfervrij terug bij Melgar, dat hem achtereenvolgens verhuurde aan Alianza Lima en Alianza Atlético. César Vallejo werd in januari 2022 de nieuwe club van Ascues. AD Tarma nam hem in januari 2025 over. In de zomer van dat jaar verkaste Ascues naar Alianza Universidad.

## Interlandcarrière
Ascues maakte op 6 augustus 2014 zijn debuut in het Peruviaans voetbalelftal, in een vriendschappelijke interland tegen Panama (3–0 winst). Ascues nam in de 44ste en 81ste minuut twee van de drie doelpunten voor zijn rekening. Twee maanden later was hij in een oefeninterland tegen het Guatemalteeks voetbalelftal de enige doelpuntenmaker van de wedstrijd. Op aangeven van André Carrillo schoot hij na 35 minuten speeltijd raak, waarna niet meer gescoord werd. Op 18 november was hij wederom tweemaal trefzeker, nu tegen Paraguay: binnen tien minuten boog hij een 0–1 achterstand om in een 2–1 voorsprong. Bondscoach Ricardo Gareca nam Ascues in mei 2015 op in de selectie voor de Copa América 2015 in Chili, zijn eerste interlandtoernooi.